# برنامه اقدام سبزترین شهر ۲۰۲۰
برنامه اقدام سبزترین شهر ۲۰۲۰ (انگلیسی: Greenest City 2020 Action Plan) (GCAP) یک طرح پایداری شهری برای ونکوور است. مأموریت اصلی آن اطمینان از تبدیل شدن ونکوور به سبزترین شهر جهان تا سال ۲۰۲۰ است. برنامه اقدام سبزترین شهر بر اساس کار تیم اقدام سبزترین شهر در سال ۲۰۰۹، کمیته ای به ریاست مشترک شهردار ونکوور، گرگور رابرتسون، ایجاد شد. برنامه اقدام سبزترین شهر در ژوئیه ۲۰۱۱ توسط شورای شهر ونکوور تصویب شد.
برنامه اقدام سبزترین شهر شامل ۱۰ هدف اولیه است که بر ۳ موضوع اصلی تمرکز دارد: کربن، زباله و اکوسیستم. در هر یک از ۱۰ هدف، این طرح اهداف قابل اندازه‌گیری را تعیین می‌کند و داده‌های پایه را برای مقایسه آن اهداف ارائه می‌دهد. برای دستیابی به اهدافی که تعیین می‌کند، «اقدامات با اولویت بالا» و «استراتژی‌های کلیدی» گسترده‌تر را ارائه می‌دهد.